# Burgwall Schlemmin
Der Burgwall Schlemmin ist ein slawischer Burgwall in der Gemeinde Bernitt im Landkreis Rostock. Das Bodendenkmal liegt gute zwei Kilometer südwestlich des Ortes auf dem höchsten Punkt des Langen Berges, der vom Burgwall seinen Namen Hohe Burg erhielt. Nach Art der Anlage der Befestigung handelt es sich um eine altslawische Fluchtburg des 7. bis 9. Jahrhunderts. Nur in dieser Zeit errichteten die Slawen Burgen auf Höhenzügen. Im Schlemminer Forst befinden sich auch mehrere Hügelgräber und ein sogenannter Opferstein.